# 明圆美术馆
明圆美术馆位于上海市徐汇区复兴中路1199号5楼。

## 历史
2004年建成开馆。不定期举办现代艺术特展。